# Ausfahrt nach dem Alarm
Ausfahrt nach dem Alarm ist ein Dokumentarfilm von Max Skladanowsky aus dem Jahr 1896.

## Handlung
Aus einem Feuerwehrdepot fahren die von Pferden gezogenen Gerätewagen und Mannschaftswagen geordnet, unter dem starken Interesse der Anwohner und der Kinder, durch die Tore in Richtung Einsatzort heraus.

## Veröffentlichung
Eine 35-mm-Kopie befindet sich in der Deutschen Kinemathek.